# Carl Verheijen
Carl Eduard Verheijen (L'Aia, 26 maggio 1975) è un ex pattinatore di velocità su ghiaccio olandese.

## Palmarès

### Olimpiadi
- Bronzo a Torino 2006 nei 10000 metri.
- Bronzo a Torino 2006 nell'inseguimento a squadre.

### Mondiali - Distanza singola
- Oro a Salt Lake City 2001 nei 10000 metri.
- Oro a Seul 2004 nei 10000 metri.
- Oro a Inzell 2005 nell'inseguimento a squadre.
- Oro a Salt Lake City 2007 nell'inseguimento a squadre.
- Oro a Vancouver 2009 nell'inseguimento a squadre.
- Argento a Salt Lake City 2001 nei 5000 metri.
- Argento a Berlino 2003 nei 10000 metri.
- Argento a Seul 2004 nei 5000 metri.
- Argento a Inzell 2005 nei 10000 metri.
- Argento a Salt Lake City 2007 nei 10000 metri.
- Bronzo a Berlino 2003 nei 5000 metri.
- Bronzo a Inzell 2005 nei 5000 metri.
- Bronzo a Salt Lake City 2007 nei 5000 metri.

### Mondiali - Completi
- Argento a Hamar 2004.
- Argento a Heerenveen 2007.

### Europei
- Argento a Erfurt 2002.
- Argento a Heerenveen 2004.
- Bronzo a Heerenveen 2005.
- Bronzo a Collalbo 2007.